# Ruta Estatal de Arizona 84
La Ruta Estatal de Arizona 84, y abreviada SR 84 (en inglés: Arizona State Route 84) es una carretera estatal estadounidense ubicada en el estado de Arizona. La carretera inicia en el Oeste desde la I 8     en Nogales hacia el Este en la I 10 . La carretera tiene una longitud de 38,1 km (23.68 mi).

## Mantenimiento
Al igual que las autopistas interestatales, y las rutas federales y el resto de carreteras estatales, la Ruta Estatal de Arizona 84 es administrada y mantenida por el Departamento de Transporte de Arizona por sus siglas en inglés ADOT.